# うたのおねえさん
うたのおねえさん（歌のお姉さん）は、日本の公共放送であるNHKの子供向け番組『うたのえほん』（1961年4月 - 1976年3月）、『おかあさんといっしょ』（1976年4月 - ）の女性の役名。うたのおにいさんと共に歌ったり番組の司会進行を務める。
転じて、子供向け番組で歌を担当する女性全般をこのように呼ぶことがある。本項では、NHKのうたのおねえさんについて記述する。
初代から11代目までは、一時期を除いて前代や後代と同時期に出演、同一代に2人のおねえさんが存在といった出演期間の重複があるが、これは『うたのえほん』開始当初から隔週交代で出演する方式が採られていたことに起因している。13代目の奈々瀬ひとみ以降は、うたのおねえさんは1人という体制になっており、14代目のしゅうさえこを除いて共演するうたのおにいさんも1人となり、おにいさん・おねえさんのペア体制が確立している。

## おかあさんといっしょのうたのおねえさん
おかあさんといっしょのうたのおねえさん
|        | 名前           | 担当期間                       | 備考                                           |
| ------ | -------------- | ------------------------------ | ---------------------------------------------- |
| 初代   | 真理ヨシコ     | 1961年4月3日 - 1962年9月22日   | 中野と同時期に就任したため、初代が2人いる。    |
| 初代   | 中野慶子       | 1961年4月10日 - 1964年10月3日  | 真理と同時期に就任したため、初代が2人いる。    |
| 3代目  | 竹前文子       | 1962年10月1日 - 1964年4月4日   |                                                |
| 4代目  | 水谷玲子       | 1964年4月13日 - 1967年3月25日  |                                                |
| 5代目  | 中川順子       | 1964年10月12日 - 1967年7月31日 |                                                |
| 6代目  | 片桐和子       | 1967年4月3日 - 1970年3月11日   |                                                |
| 7代目  | 瀬端優美子     | 1967年8月1日 - 1970年4月4日    |                                                |
| 8代目  | 斉藤昌子       | 1970年4月6日 - 1972年3月31日   | 森と同時期に就任したため、8代目が2人いる。     |
| 8代目  | 森晴美         | 1970年4月7日 - 1971年10月30日  | 斉藤昌と同時期に就任したため、8代目が2人いる。 |
| 10代目 | 小鳩くるみ     | 1972年4月3日 - 1974年3月29日   |                                                |
| 11代目 | 斉藤伸子       | 1974年4月1日 - 1979年3月16日   | 歴代で唯一の同時就任・同時退任。               |
| 11代目 | 松熊由紀       | 1974年4月1日 - 1979年3月16日   | 歴代で唯一の同時就任・同時退任。               |
| 13代目 | 奈々瀬ひとみ   | 1979年4月2日 - 1981年4月3日    |                                                |
| 14代目 | しゅうさえこ   | 1981年4月6日 - 1983年4月2日    |                                                |
| 15代目 | 森みゆき       | 1983年4月4日 - 1987年4月6日    |                                                |
| 16代目 | 神崎ゆう子     | 1987年4月6日 - 1993年4月5日    |                                                |
| 17代目 | 茂森あゆみ     | 1993年4月5日 - 1999年4月3日    |                                                |
| 18代目 | つのだりょうこ | 1999年4月5日 - 2003年4月5日    |                                                |
| 19代目 | はいだしょうこ | 2003年4月7日 - 2008年3月28日   |                                                |
| 20代目 | 三谷たくみ     | 2008年3月31日 - 2016年4月2日   |                                                |
| 21代目 | 小野あつこ     | 2016年4月4日 - 2022年4月2日    | 歴代で初の平成生まれ。                         |
| 22代目 | ながたまや     | 2022年4月4日 -                 |                                                |

コーナーキャラを演じたうたのおねえさん
| 役名       | 名前       | 担当期間                     | 備考 |
| ---------- | ---------- | ---------------------------- | ---- |
| ミミィ     | 小野あつこ | 2018年4月5日 - 2022年3月24日 |      |
| クレッピー | ながたまや | 2023年4月3日 -               |      |

## BSおかあさんといっしょのうたのおねえさん
BSおかあさんといっしょのうたのおねえさん
|      | 名前       | 担当期間                     | 備考 |
| ---- | ---------- | ---------------------------- | ---- |
| 初代 | かまだみき | 2002年4月1日 - 2010年3月18日 |      |

## おとうさんといっしょのうたのおねえさん
おとうさんといっしょのうたのおねえさん
|       | 名前       | 担当期間                    |
| ----- | ---------- | --------------------------- |
| 初代  | 安藤奈保子 | 2013年4月7日 - 2018年4月1日 |
| 2代目 | 竹内夢     | 2018年4月8日 -              |

## いないいないばあっ!のうたのおねえさん
いないいないばあっ!のうたのおねえさん
|       | 名前       | 担当期間                      |
| ----- | ---------- | ----------------------------- |
| 初代  | 田原加奈子 | 1996年4月1日 - 1999年4月2日   |
| 2代目 | 斉藤里奈   | 1999年4月5日 - 2003年4月4日   |
| 3代目 | 原風佳     | 2003年4月7日 - 2007年3月30日  |
| 4代目 | 空閑琴美   | 2007年4月2日 - 2011年3月25日  |
| 5代目 | 杉山優奈   | 2011年3月28日 - 2015年3月27日 |
| 6代目 | 大角ゆき   | 2015年3月30日 - 2019年3月29日 |
| 7代目 | 倉持春希   | 2019年4月1日 - 2023年3月31日  |
| 8代目 | 武石桜華   | 2023年4月3日 -                |

## えいごであそぼのうたのおねえさん
えいごであそぼのうたのおねえさん
|       | 名前                       | 担当期間              |
| ----- | -------------------------- | --------------------- |
| 初代  | 黒田久美子                 | 1990年4月 - 1993年3月 |
| 2代目 | クロイ・マリー・マクナマラ | 1993年4月 - 1995年3月 |
| 3代目 | 羽生未来                   | 1995年4月 - 1998年3月 |
| 4代目 | クリステル・チアリ         | 1998年4月 - 2001年3月 |
| 5代目 | アイビー・チェン           | 2001年4月 - 2005年3月 |
| 6代目 | アンジェラ・ピーチー       | 2005年4月 - 2006年3月 |
| 7代目 | レスリー・チャング         | 2006年4月 - 2008年3月 |
| 8代目 | ジェニファー・ペリマン     | 2008年4月 - 2012年3月 |
| 9代目 | キコ・ウィルソン           | 2012年4月 - 2017年3月 |

えいごであそぼ Meets the Worldのうたのおねえさん
|      | 名前                 | 担当期間    |
| ---- | -------------------- | ----------- |
| 初代 | きゃりーぱみゅぱみゅ | 2023年4月 - |

## なかよしリズムのうたのおねえさん
なかよしリズムのうたのおねえさん
|       | 名前         | 担当期間            |
| ----- | ------------ | ------------------- |
| 初代  | わしづなつえ | 1966年度 - 1971年度 |
| 2代目 | 堀江美都子   | 1972年度            |
| 3代目 | 小原初美     | 1973年度            |
| 4代目 | 小牧まり     | 1974年度 - 1975年度 |
| 5代目 | 池田ひろ子   | 1976年度 - 1977年度 |
| 6代目 | 岡崎裕美     | 1978年度 - 1983年度 |
| 7代目 | 土居裕子     | 1984年度 - 1987年度 |
| 7代目 | 中山圭以子   | 1984年度 - 1987年度 |

## ともだちいっぱい うたってあそぼのうたのおねえさん
ともだちいっぱい うたってあそぼのうたのおねえさん
|      | 名前   | 担当期間            |
| ---- | ------ | ------------------- |
| 初代 | 橋本潮 | 1990年度 - 1994年度 |

## うたっておどろんぱのうたのおねえさん
うたってオドロンパのうたのおねえさん
|      | 名前     | 担当期間            |
| ---- | -------- | ------------------- |
| 初代 | 内田順子 | 1995年度 - 1997年度 |

うたっておどろんぱ SING ALONG! DANCE ALONG!のうたのおねえさん
|       | 名前     | 担当期間            |
| ----- | -------- | ------------------- |
| 2代目 | 河合篤子 | 1998年度 - 2000年度 |

うたっておどろんぱ!のうたのおねえさん
|       | 名前     | 担当期間            |
| ----- | -------- | ------------------- |
| 3代目 | 吉田仁美 | 2001年度 - 2005年度 |

## ワンツー・どんのうたのおねえさん
ワンツー・どんのうたのおねえさん
|       | 名前         | 担当期間            |
| ----- | ------------ | ------------------- |
| 初代  | 浅井正子     | 1974年度            |
| 初代  | 吉川朋江     | 1974年度            |
| 2代目 | 山崎睦子     | 1975年度 - 1978年度 |
| 3代目 | 大和田りつこ | 1979年度 - 1981年度 |
| 4代目 | 笠原あかね   | 1982年度 - 1984年度 |
| 5代目 | 春口雅子     | 1985年度 - 1987年度 |
| 6代目 | 稲村なおこ   | 1988年度 - 1991年度 |
| 7代目 | あまのみちこ | 1992年度 - 1993年度 |
| 8代目 | 渡辺香理     | 1994年度 - 1995年度 |

## うたって・ゴーのうたのおねえさん
うたって・ゴーのうたのおねえさん
|        | 名前                   | 担当期間            |
| ------ | ---------------------- | ------------------- |
| 初代   | やまがたすみこ         | 1974年度            |
| 初代   | 望月康江               | 1974年度            |
| 2代目  | 石井雅子               | 1975年度            |
| 3代目  | 森田英津子             | 1976年度 - 1977年度 |
| 4代目  | 堀江美都子             | 1978年度            |
| 5代目  | ラブリーズ（伊原好恵） | 1979年度 - 1980年度 |
| 5代目  | ラブリーズ（青木房恵） | 1979年度 - 1980年度 |
| 6代目  | 堀江美都子             | 1981年度            |
| 7代目  | 竹田えり               | 1982年度 - 1983年度 |
| 8代目  | 泉里沙                 | 1984年度            |
| 9代目  | 白島千絵               | 1985年度 - 1987年度 |
| 10代目 | 江原陽子               | 1988年度 - 1991年度 |
| 11代目 | 阿部恵美子             | 1992年度 - 1995年度 |

## まちかどド・レ・ミのうたのおねえさん
まちかどド・レ・ミのうたのおねえさん
|       | 名前                 | 担当期間            |
| ----- | -------------------- | ------------------- |
| 初代  | 松原美香             | 1996年度 - 1997年度 |
| 2代目 | 林央子               | 1996年度 - 1998年度 |
| 3代目 | 原田幸美             | 1998年度            |
| 4代目 | 岡野綾               | 1999年度 - 2002年度 |
| 5代目 | ナディア・ギフォード | 2001年度 - 2002年度 |

## ドレミノテレビのうたのおねえさん
ドレミノテレビのうたのおねえさん
|      | 名前     | 担当期間            |
| ---- | -------- | ------------------- |
| 初代 | UA       | 2003年度 - 2005年度 |
| 初代 | 木南晴夏 | 2003年度 - 2005年度 |

## ふえはうたうのうたのおねえさん
ふえはうたうのうたのおねえさん
|       | 名前       | 担当期間            |
| ----- | ---------- | ------------------- |
| 初代  | 大杉久美子 | 1974年度 - 1976年度 |
| 2代目 | 石毛恭子   | 1977年度 - 1979年度 |
| 3代目 | 森田つぐみ | 1980年度            |
| 4代目 | 長島伸子   | 1981年度 - 1986年度 |
| 5代目 | 田中敦子   | 1987年度 - 1988年度 |
| 6代目 | 村上雅美   | 1989年度 - 1990年度 |
| 7代目 | 斉藤かおる | 1991年度 - 1992年度 |
| 8代目 | 小笠原優子 | 1993年度 - 1996年度 |

## トゥトゥアンサンブルのうたのおねえさん
トゥトゥアンサンブルのうたのおねえさん
|       | 名前       | 担当期間            |
| ----- | ---------- | ------------------- |
| 初代  | 本谷美加子 | 1997年度 - 1998年度 |
| 2代目 | 神矢ゆき   | 1999年度            |

## 歌えリコーダーのうたのおねえさん
歌えリコーダーのうたのおねえさん
|      | 名前       | 担当期間            |
| ---- | ---------- | ------------------- |
| 初代 | 髙塚恵理子 | 2000年度 - 2002年度 |

## ゆかいなコンサートのうたのおねえさん
ゆかいなコンサートのうたのおねえさん
|       | 名前       | 担当期間            |
| ----- | ---------- | ------------------- |
| 初代  | 山野さと子 | 1986年度 - 1990年度 |
| 2代目 | 森祐理     | 1991年度 - 1992年度 |
| 3代目 | 小野寿子   | 1993年度 - 1994年度 |

## あさごはん だいすき!のうたのおねえさん
あさごはん だいすき!のうたのおねえさん
|      | 名前       | 担当期間                     |
| ---- | ---------- | ---------------------------- |
| 初代 | 美咲あゆむ | 1994年4月4日 - 1995年3月31日 |
| 初代 | 飯田ミカ   | 1994年4月4日 - 1995年3月31日 |

## にこにこぷんがやってきたのうたのおねえさん
にこにこぷんがやってきたのうたのおねえさん
|       | 名前       | 担当期間                  |
| ----- | ---------- | ------------------------- |
| 初代  | 根本百合   | 1995年4月3日 - 1997年3月  |
| 初代  | 川澄歌織   | 1995年4月3日 - 1997年3月  |
| 2代目 | 瀧本瞳     | 1997年4月 - 1999年3月17日 |
| 2代目 | 栗原郎子   | 1997年4月 - 1999年3月17日 |
| 2代目 | 岡本明日香 | 1997年4月 - 1999年3月17日 |

## 歴代のおかあさんといっしょ人形劇イベントのうたのおねえさん
おかあさんといっしょ ○○がやってきた!!・○○ファミリーステージ（○○はイベント実施当時放送中の人形劇タイトル○○が入る）のうたのおねえさん
- ガラピコぷ～がやってきた!!、ガラピコぷ～ファミリーステージのうたのおねえさん
  - つのだりょうこ
  - はいだしょうこ
  - 西けいこ
  - 山下はるか
- ポコポッテイトがやってきた!!のうたのおねえさん
  - 瀧本瞳
  - 西けいこ
- ポコポッテイトファミリーステージのうたのおねえさん
  - はいだしょうこ
  - 瀧本瞳
- モノランモノランがやってきた、ぐ～チョコランタンがやってきたのうたのおねえさん
  - 瀧本瞳
- モノランモノランファミリーステージのうたのおねえさん
  - はいだしょうこ
- ぐ～チョコランタンファミリーステージのうたのおねえさん
  - 瀧本瞳
  - はいだしょうこ
  - つのだりょうこ

おかあさんといっしょ ○○小劇場（○○はイベント実施当時放送中の人形劇タイトル○○がやってきた）のうたのおねえさん
- ガラピコぷ～小劇場のうたのおねえさん
  - 安藤奈保子
  - 西けいこ
  - 山下はるか
- ぐ～チョコランタン小劇場のうたのおねえさん
  - 山野さと子
  - 山岡ゆうこ
  - 松原美香
  - 山田奈央
  - 城倉かほる
  - 内山絢貴
  - 田中久美子
  - 牧勢海
  - 真白ふあり
  - 田中久美子

おかあさんといっしょ ○○とあ・そ・ぼ（○○はイベント実施当時放送中の人形劇タイトル○○が入る）のうたのおねえさん
- ガラピコぷ～とあ・そ・ぼのうたのおねえさん
  - 坂田めぐみ
- ぐ～チョコランタンとあ・そ・ぼのうたのおねえさん
  - 瀧本瞳

## 関連書籍
- NHKテレビ「おかあさんといっしょ」放送40周年記念出版 歌のおねえさんグラフィティ（講談社）